# Sehadete Doko-Mekuli
Sehadete Doko-Mekuli, född 1928 i Ohrid i Makedonien, död 12 november 2013, var en albansk gynekolog och offentlig person.
Sehadete Doko-Mekuli tog examen i medicin vid Skopje år 1954 och tog en läkaranställning vid Pristinas allmänna sjukhus. Hon vidareutbildades i gynekologi vid Belgrad universitet där hon avlade doktorsexamen år 1973. Hon blev senare lärare i gynekologi vid Pristina universitet.
Sehadete Doko-Mekuli har gett ut över 30 medicinrelaterade artiklar. Hon har varit aktiv som sjuksköterska för att hjälpa sårade albaner vid upproret i Kosovo 1981. Mot sin vilja förtidspensionerades hon av serbiska myndigheter.
Sehadete Doko-Mekuli var gift med poeten Esad Mekuli.